# Торе (право)
Торе (др. тюрк. ‏𐱅𐰇𐰼𐰈‎, Törü, «закон», «обычное право») —  обычное право, правовая идеология и законодательство, использовавшаяся в кочевых государствах, созданных древними тюрками и енисейскими кыргызами. Практиковалось в Тюркском, а позднее в Кыргызском каганате.

## Этимология
В памятниках енисейской и орхонской письменности встречается слово «𐱅𐰇𐰼𐰈» (törü, закон, обычное право). Тексты памятников содержат следующее: «мой народ, будь тверд, не отступайся от законов государства!» (памятник Е-10 Элегест-I), «я, генерал-губернатор, во имя своей чести устраивал твою [жизнь, народ], по законам» (памятник Е-92 Демир-Суг) и др.

## Тюркский каганат
В Тюркском каганате основной правовой идеологией «торе» являлась идея того, что правитель являлся верховным собственником всего материального в границах своего государства. Такого рода идеология могла быть позаимствована из Китая. Базой для идеологии стали функции и полномочия кагана, позволявшие ему воздействовать на многие стороны жизни социума древних тюрок. Важнейшим элементом государственного права у тюрок являлась государственно-охранительная функция. В Тюркском каганате существовали меры принуждения, покушение на кагана или военное дезертирство каралось казнью виновного и всех его ближайших родственников.
Принцип наследования власти у тюрок относился к «малому торе». В случае смерти кагана происходило организованное смещение людей на должностях, все члены правящей династии передвигались на одну ступень внутреннего статуса вперед. У членов рода Ашина это проявлялась в пространственных формах, в то время как у рядовых кочевников статус индивида менялся в случае достижения определенного возраста, с изменением статуса семьи и рождением детей и внуков. В структуре престолонаследия практиковалась пантрономическая иерархия. В эпитафии в честь Кюль-тегина данный закон описан следующим образом: «после них стали каганами их младшие братья, а потом и их сыновья стали каганами».

## Кыргызский каганат
В Кыргызском каганате существовало обычное право — «торе», служившее основой государственных законов. При возведении на трон, кыргызские каганы должны были начинать свое правление с официальным признаем свода законов государства, в дальнейшем такая практика существовала и в Хонгорае. В китайских источниках эпохи Тан приводились ряд преступлений в законодательстве енисейских кыргызов, которые карались смертной казнью:
1. Замешательство перед сражением — смерть
2. Плохое исполнение должности посла — смерть
3. Неблагоразумный совет государю — смерть
4. Воровство — смерть
5. Разбой — смерть
6. Измена государству — смерть
7. Дезертирство — смерть
8. Поднятие мятежа — смерть

В государстве енисейских кыргызов существовало развитое судопроизводство. Верховный судья в государстве имел титул «Байла» или «албот» (производное от «алпагут» — «богатырь»), исполнительной властью в регионах являлись князья-беги. Для поддержания правопорядка существовал специальный штат доносчиков, именуемых «сумзук». Гражданское право жителей Кыргызского каганата также предусматривало, что отец казнённого преступника был обязан носить на шее его отсечённую голову сына вплоть до своей смерти.